# Hopliopsis badia
Hopliopsis badia är en skalbaggsart som beskrevs av Marc Lacroix 1998. Hopliopsis badia ingår i släktet Hopliopsis och familjen Melolonthidae. Inga underarter finns listade i Catalogue of Life.